# 2091
2091 (ММXCI) е обикновена година, започваща в понеделник според григорианския календар. Тя е 2091-вата година от новата ера, деветдесет и първата от третото хилядолетие и втората от 2090-те.